# Claude dessinant, Françoise et Paloma
 (mai 2015).
Le tableau Claude dessinant, Françoise et Paloma, a été réalisé par Picasso en 1954. Il est actuellement exposé au musée Picasso de Paris. Il représente les deux enfants de Picasso et sa femme, Françoise Gilot.

## Description
Le tableau Claude dessinant Françoise et Paloma, représente les enfants de Picasso, Claude et Paloma, ainsi que sa femme Françoise. Au premier plan, on voit Claude qui dessine dans un carré de lumière, au deuxième plan on aperçoit Paloma qui regarde le dessin, puis c'est au tour de Françoise. Les deux enfants sont mis en valeur par les couleurs suivantes : bleu pour Claude, et vert pour Paloma. Françoise, elle, est transparente. On peut deviner une chaise derrière elle, qui est aussi transparente. À gauche du tableau, on aperçoit un autre carré de lumière, qui est sûrement la fenêtre ! La mère, Françoise, fait un effet de protection envers Claude et Paloma. Les deux femmes donnent l'impression d'être passionnées par le travail du jeune Claude, et on peut voir que Claude est très concentré aussi.

## Expositions
- Picasso. Œuvres reçues en paiement des droits de succession : Paris (France), Galeries nationales du Grand Palais, 11 octobre 1979-07 janvier 1980
- Picasso 1881-1973. Exposicion antologica. : Madrid (Espagne), Museo espagnol de arte contemporaneo, novembre 1981-décembre 1981
- Picasso 1881-1973. Exposicion antologica. : Barcelone (Espagne), Museu Picasso, janvier 1982-février 1982
- Los Picassos de Picasso en Mexico. Una exposicion retrospectiva. : Mexico (Mexique), Museo Tamayo Arte contemporaneo, novembre 1982-janvier 1983
- Picasso : Paris (France), Association française d'action artistique, 02 mai 1983-20 juin 1983 // Pékin (République populaire de Chine), Palais des Beaux-Arts, 05 mai 1983-25 mai 1983 // Shanghai (République populaire de Chine), Shanghai Art Museum, 8 juin 1983 - 28 juin 1983
- Picasso Welt der Kinder : Stuttgart (Allemagne), Staatsgalerie, 9 septembre 1995-03 décembre 1995 // Düsseldorf (Allemagne), Kunstsammlung Nordrhein-Westfalen, 09 septembre 1995-03 décembre 1995
- The intimate life of Picasso : Nagoya (Japon), Nagoya City Art Museum, 4 juillet 1998 - 1 août 1998 // Tokyo (Japon), Bunkamura Museum of Art, 05 août 1998-06 septembre 1998
- Matisse and Picasso : a gentle rivalry : Fort Worth (États-Unis), Kimbell Art Museum, 02 février 1999-09 mai 1999
- Picasso et le monde des enfants : Tokyo (Japon), The National Museum of Western Art, 14 mars 2000-18 juin 2000
- Picasso : l'étreinte : Berlin (Allemagne), Neue Nationalgalerie, 03 octobre 2000-07 janvier 2001
- Période Françoise : la joie de vivre : Münster (Allemagne), Musée d'art Pablo Picasso de Münster, 22 novembre 2002-16 février 2003
- Le Laboratoire Central : Paris (France), Musée national Picasso, 19 janvier 2008-20 avril 2008
- La coleccion del Museo Nacional Picasso : Madrid (Espagne), Museo Nacional Centro de Arte Reina Sofia, 05 février 2008-05 mai 2008
- Picasso : sa vie et sa création : Tokyo (Japon), National Art Center Tokyo, 04 octobre 2008-14 décembre 2008
- La collection, nouvel accrochage : Paris (France), Musée national Picasso, 25 octobre 2008-30 juin 2009
- Picasso : Helsinki (Finlande), Ateneum Art Museum, 18 septembre 2009-06 janvier 2010
- Picasso / Moscou, Les chefs-d'œuvre de la collection du musée Picasso de Paris : Moscou (fédération de Russie), The State Pushkin Museum of Fine Arts, 25 février 2010-23 mai 2010[1]
- Musée Picasso à Saint-Pétersbourg : Saint-Pétersbourg (fédération de Russie), Musée de l'Ermitage, 17 juin 2010-05 septembre 2010[1]
- Masterpieces from the Musée national Picasso, Paris : Taïpei (République de Chine (Taïwan)), National Museum of History, 18 juin 2011-18 septembre 2011[1]
- Picasso Masterpieces from the Musée national Picasso, Paris : Shangaï (République de Chine), Pavillon chinois de l'exposition universelle 2010, 18 octobre 2011-10 janvier 2012[1]
- Chefs-d'œuvre du Musée national Picasso Paris (traduit du chinois) : Chengdu (République populaire de Chine), Museum of Contemporary Art Chengdu, 19 février 2012-30 avril 2012[1]
- Chefs-d'œuvre du Musée national Picasso Paris (traduit du chinois) : Hong Kong (République populaire de Chine), Hong Kong Museum of Art, 23 avril 2012-23 juillet 2012[1]
- Chefs-d'œuvre de la collection du Musée national Picasso, Paris : Zagreb (Croatie), Galerija Klovicevi Dvori, 23 mars 2013-07 juillet 2013[1]
- Picasso au Musée Soulages, Rodez, France, du 11 juin au 25 septembre 2016.